# Whispering Willows
Whispering Willows es un videojuego de aventura y terror desarrollado por el desarrollador independiente Night Light Interactive, y distribuido por Akupara Games.

## Jugabilidad
El jugador toma control de Elena Elkhorn, quien desea rescatar a su padre. Con su pendiente, puede acceder a sus poderes chamánicos: la capacidad de abandonar su cuerpo físico y explorar el mundo en forma de espíritu. Utilizando esta habilidad, puede volar por las brechas y alcanzar nuevos lugares. El jugador también puede poseer ciertos objetos como palancas para manipular el entorno. A lo largo del juego, el jugador encontrará notas de los fantasmas, que revelarán cosas nuevas. Para progresar el juego, el jugador debe encontrar ítems y utilizarlos en ciertos objetos.

## Trama
La joven Elena Elkhorn emprende un viaje desgarrador para encontrar a su padre perdido y descubrir los secretos de la mansión Willows. Algo que la ayudará en su viaje es un amuleto único que recibió de su padre, que le permite proyectar astralmente su espíritu a un reino fantasmal y comunicarse con los muertos.

### Personajes
- Elena Elkhorn: La protagonista que desea rescatar a su padre.
- John Elkhorn: El padre perdido de Elena y descendiente de la tribu Kwantako.
- Wortham Willows: El antagonista. Fue el alcalde de la ciudad y buscó una manera de revivir a su esposa muerta.
- Flying Hawk: Un chamán que quiso tener un encuentro pacífico con los hombres blancos.
- Darby O'Halloran: Un viejo amigo de Wortham. Es atormentado por las memorias de Sky Flower, una pequeña niña a quien mató una vez.
- Fleur le Rue: El nuevo amorío secreto de Wortham.

## Desarrollo y lanzamiento
El juego fue financiado por Kickstarter. Con 750 patrocinadores y $20.747, el juego excedió su meta inicial de $15.000. Michael Johnson creó un tráiler con personas reales para el lanzamiento del juego. Skyler Davenport grabó la actuación de voz para el rol de Elena. El juego fue traducido al español, alemán, francés, italiano, ruso, polaco, chino, ucraniano, y portugués de Brasil. La banda sonora hecha por Steve Goldshein fue lanzada el 9 de enero de 2018 por el sello musical de videojuegos Materia Collective.
Fue lanzado para la Ouya el 27 de mayo de 2014, y luego para Microsoft Windows, Linux y OS X en Steam el 9 de julio de 2014.Loot Interactive se encargó de portear y lanzar el juego para PlayStation 4 y PlayStation Vita el 30 de junio de 2015. Night Light Interactive desarrolló versiones para Android y iOS y se lanzaron el 28 de agosto de 2015. el juego también fue porteado por Abstraction Games a Xbox One y Wii U el 28 de agosto y el 8 de octubre, respectivamente. Una versión para Nintendo Switch fue lanzada por Akupara Games el 27 de septiembre de 2018.

## Recepción
Whispering Willows recibió reseñas «mixtas o medias» de acuerdo con el sitio web agregador de reseñas Metacritic. Los críticos alabaron los gráficos del juego, con Shuva Raha de Adventure Gamers diciendo que el juego es «guapo», y la analista de Electronic Gaming Monthly, Mollie Patterson, llamando a los gráficos del juego «grandiosos». Sin embargo, los analistas señalaron la jugabilidad aburrida, con Shuva Raha diciendo que «la jugabilidad simplista —a veces al punto de lo aburrido— junto con el diseño pobre que intenta prolongar el tiempo de juego insertando horas de retroceso completamente evitable, crea una experiencia repetitiva».

## Premios
Whispering Willows ha ganado los siguientes premios:
- Casual Connect Indie Prize - ganador en 2014 por «mejor historia», finalista al «mejor juego de escritorio» y «mejor arte»
- Seattle Indie Gaming Competition - ganador en 2014
- OUYA CREATE Game Jam - ganador en 2013 al «más inmersivo», finalista al «gran premio» y «mejores gráficos»
- Captivate Conference Game Design Competition – finalista en 2013
- Cerebral Indie Developer Grant – ganador en 2013

## Secuela
En una entrevista, Logan dijo que una secuela podría ser posible, dependiendo de qué tan bien le fuera al juego en las consolas. Han comenzado la planificación previa para la continuación de la historia.